# Кревакуоре
Кревакуо̀ре (на италиански: Crevacuore; на пиемонтски: Crevcheur, Кревкеур) е село и община в Северна Италия, провинция Биела, регион Пиемонт. Разположено е на 377 m надморска височина. Населението на общината е 1629 души (към 2011 г.).